# Pattinaggio di velocità ai XXII Giochi olimpici invernali
Le gare di pattinaggio di velocità ai XXII Giochi olimpici invernali di Soči in Russia si sono svolte dall'8 a 22 febbraio 2014 presso la Adler Arena. Si sono disputate dodici competizioni: sei al maschile (500 m, 1000 m, 1500 m, 5000 m, 10000 m e gara a squadre ad inseguimento) e altrettante al femminile (500 m, 1000 m, 1500 m, 3000 m, 5000 m e gara a squadre ad inseguimento).

## Calendario
| Uomini | 5000 m |        | 500 m |       | 1000 m |        |  | 1500 m |        |  | 10000 m |        |  | Gara a squadre (qual.) | Gara a squadre (finale) | 6  |
| Donne  |        | 3000 m |       | 500 m |        | 1000 m |  |        | 1500 m |  |         | 5000 m |  | Gara a squadre (qual.) | Gara a squadre (finale) | 6  |
| Totale | 1      | 1      | 1     | 1     | 1      | 1      |  | 1      | 1      |  | 1       | 1      |  |                        | 2                       | 12 |

## Podi

### Uomini
| Evento                            | Oro                                                  | Tempo    | Argento                                                  | Tempo    | Bronzo                                                    | Tempo    |
| 500 m (dettagli)                  | Michel Mulder                                        | 69"31    | Jan Smeekens                                             | 69"32    | Ronald Mulder                                             | 69"46    |
| 1000 m (dettagli)                 | Stefan Groothuis                                     | 1'08"39  | Denny Morrison                                           | 1'08"43  | Michel Mulder                                             | 1'08"74  |
| 1500 m (dettagli)                 | Zbigniew Bródka                                      | 1'45"006 | Koen Verweij                                             | 1'45"009 | Denny Morrison                                            | 1'45"22  |
| 5000 m (dettagli)                 | Sven Kramer                                          | 6'10"76  | Jan Blokhuijsen                                          | 6'15"71  | Jorrit Bergsma                                            | 6'16"66  |
| 10000 m (dettagli)                | Jorrit Bergsma                                       | 12'44"45 | Sven Kramer                                              | 12'49"02 | Bob de Jong                                               | 13'07"19 |
| Inseguimento a squadre (dettagli) | Paesi Bassi Jan Blokhuijsen Sven Kramer Koen Verweij | 3'37"71  | Corea del Sud Joo Hyong-Jun Kim Cheol-Min Lee Seung-Hoon | 3'40"85  | Polonia Zbigniew Bródka Konrad Niedźwiedzki Jan Szymański | 3'41"94  |

### Donne
| Evento                            | Oro                                                                   | Tempo   | Argento                                                                               | Tempo   | Bronzo                                                                | Tempo   |
| 500 m (dettagli)                  | Lee Sang-Hwa                                                          | 74"70   | Ol'ga Fatkulina                                                                       | 75"06   | Margot Boer                                                           | 75"48   |
| 1000 m (dettagli)                 | Zhang Hong                                                            | 1'14"02 | Ireen Wüst                                                                            | 1'14"69 | Margot Boer                                                           | 1'14"90 |
| 1500 m (dettagli)                 | Jorien ter Mors                                                       | 1'53"51 | Ireen Wüst                                                                            | 1'54"09 | Lotte van Beek                                                        | 1'54"54 |
| 3000 m (dettagli)                 | Ireen Wüst                                                            | 4'00"34 | Martina Sáblíková                                                                     | 4'01"95 | Ol'ga Graf                                                            | 4'03"47 |
| 5000 m (dettagli)                 | Martina Sáblíková                                                     | 6'51"54 | Ireen Wüst                                                                            | 6'54"28 | Carien Kleibeuker                                                     | 6'55"66 |
| Inseguimento a squadre (dettagli) | Paesi Bassi Jorien ter Mors Marrit Leenstra Lotte van Beek Ireen Wüst | 2'58"05 | Polonia Katarzyna Bachleda-Curuś Natalia Czerwonka Luiza Złotkowska Katarzyna Woźniak | 3'05"55 | Russia Ol'ga Graf Ekaterina Lobyševa Ekaterina Šichova Julija Skokova | 2'59"73 |

## Medagliere
| Pos.   | Paese         |    |    |    | Totale |
| ------ | ------------- | -- | -- | -- | ------ |
| 1      | Paesi Bassi   | 8  | 7  | 8  | 23     |
| 2      | Polonia       | 1  | 1  | 1  | 3      |
| 3      | Rep. Ceca     | 1  | 1  | 0  | 2      |
| 3      | Corea del Sud | 1  | 1  | 0  | 2      |
| 5      | Cina          | 1  | 0  | 0  | 1      |
| 6      | Russia        | 0  | 1  | 2  | 3      |
| 7      | Canada        | 0  | 1  | 1  | 2      |
| Totale | Totale        | 12 | 12 | 12 | 36     |